# Say Amen (Saturday Night)
"Say Amen (Saturday Night)" é uma canção da banda americana de rock Panic! at the Disco presente em seu sexto álbum de estúdio, Pray for the Wicked (2018). Foi lançado como o primeiro single do álbum em 21 de março de 2018.

## Lançamento
"Say Amen (Saturday Night)" foi lançado para download e streaming digital em 21 de março de 2018 e foi produzido por Jake Sinclair e Imad Royal.  No mesmo dia, o single promocional "(Fuck A) Silver Lining" foi lançado.

## Videoclipe
Dirigido por Daniel "Cloud" Campos, o videoclipe de "Say Amen (Saturday Night)" estreou em 21 de março de 2018. Brendon Urie confirmou que o vídeo da canção serve como uma sequência ao videoclipe da banda de 2013, "This Is Gospel", do quarto álbum de estúdio da banda, Too Weird to Live, Too Rare to Die!  e o videoclipe de 2015 de "Emperor's New Clothes", do quinto álbum de estúdio da banda, Death of a Bachelor.

## Desempenho nas tabelas musicais
| Tabelas musicais (2018)                                 | Melhor posição |
| ------------------------------------------------------- | -------------- |
| Austrália (ARIA)                                        | 90             |
| Canadá (Digital Songs)                                  | 48             |
| Canadá (Billboard Rock)                                 | 35             |
| Escócia (Scottish Singles Chart)                        | 37             |
| Estados Unidos (Billboard Alternative Songs)            | 1              |
| Estados Unidos (Billboard Hot 100)                      | 60             |
| Estados Unidos (Billboard Hot Rock & Alternative Songs) | 5              |
| Nova Zelândia Heatseekers (RMNZ)                        | 2              |
| Reino Unido (UK Singles Chart)                          | 48             |